# Musée royal d'armes et d'histoire militaire

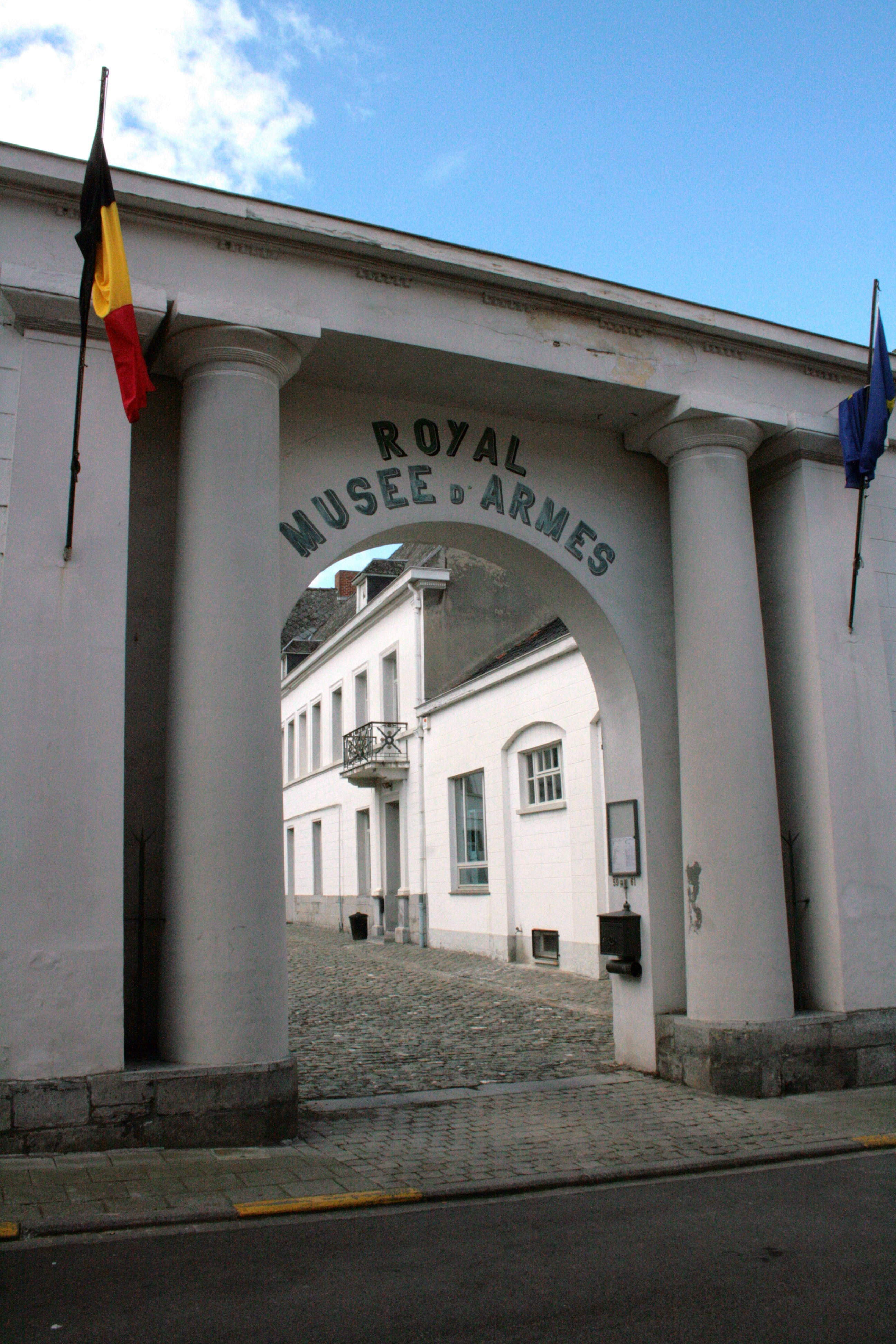
Entrée du musée.

Au musée royal d'armes et d'histoire militaire de Tournai, l'histoire militaire belge est représentée dans une dizaine de salles thématiques.

## Les salles
La remontée dans le temps commence au Ier Empire. Dans cette salle, des vitrines exposent une gamme d'armes blanches et d'armes à feu, mais aussi des archives historiques.
La salle suivante honore la dynastie belge. Elle comporte deux collections d'armes blanches, une panoplie d'armes africaines ainsi que différents éléments venant de l'ex-Congo belge.
Une salle est consacrée à l'histoire de la Marine belge. On y trouve des documents et gravures ainsi que du matériel utilisé par cette composante maritime de l'armée.
Les deux guerres mondiales sont réunies dans la même salle. Des vitrines exposent les uniformes des différentes armées impliquées dans ces deux conflits ou encore des armes à feu telles que fusils, mitrailleuses, etc.
Consacrée à la Résistance, la salle suivante présente des décorations, des armes, des drapeaux et de nombreux documents d'époque. La pièce maîtresse est un poste émetteur-récepteur, dispositif appartenant à un grand résistant tournaisien.
Une section nous révèle les armes et uniformes d'un corps d'élite : la Légion étrangère.
La pièce suivante nous propose des maquettes de la bataille des Ardennes, du débarquement en Normandie mais aussi des reproductions de véhicules, aéroplanes et navires de guerre.
Dans la salle des radios et munitions, s'alignent des postes de radio belges et anglais, des centraux téléphoniques ainsi qu'une gamme impressionnante de munitions et explosifs désactivés.
Enfin, des dizaines de drapeaux offerts au musée par les sociétés patriotiques de Tournai et de la région habillent la charpente du magnifique hôtel de Maître datant du XVIIIe siècle. Occupent aussi l'espace les bustes des rois belges et une fresque relatant le bombardement d'Ypres durant la bataille de l'Yser.
Les canons et le matériel lourd ont pris place dans les garages de la bâtisse.

## Galerie

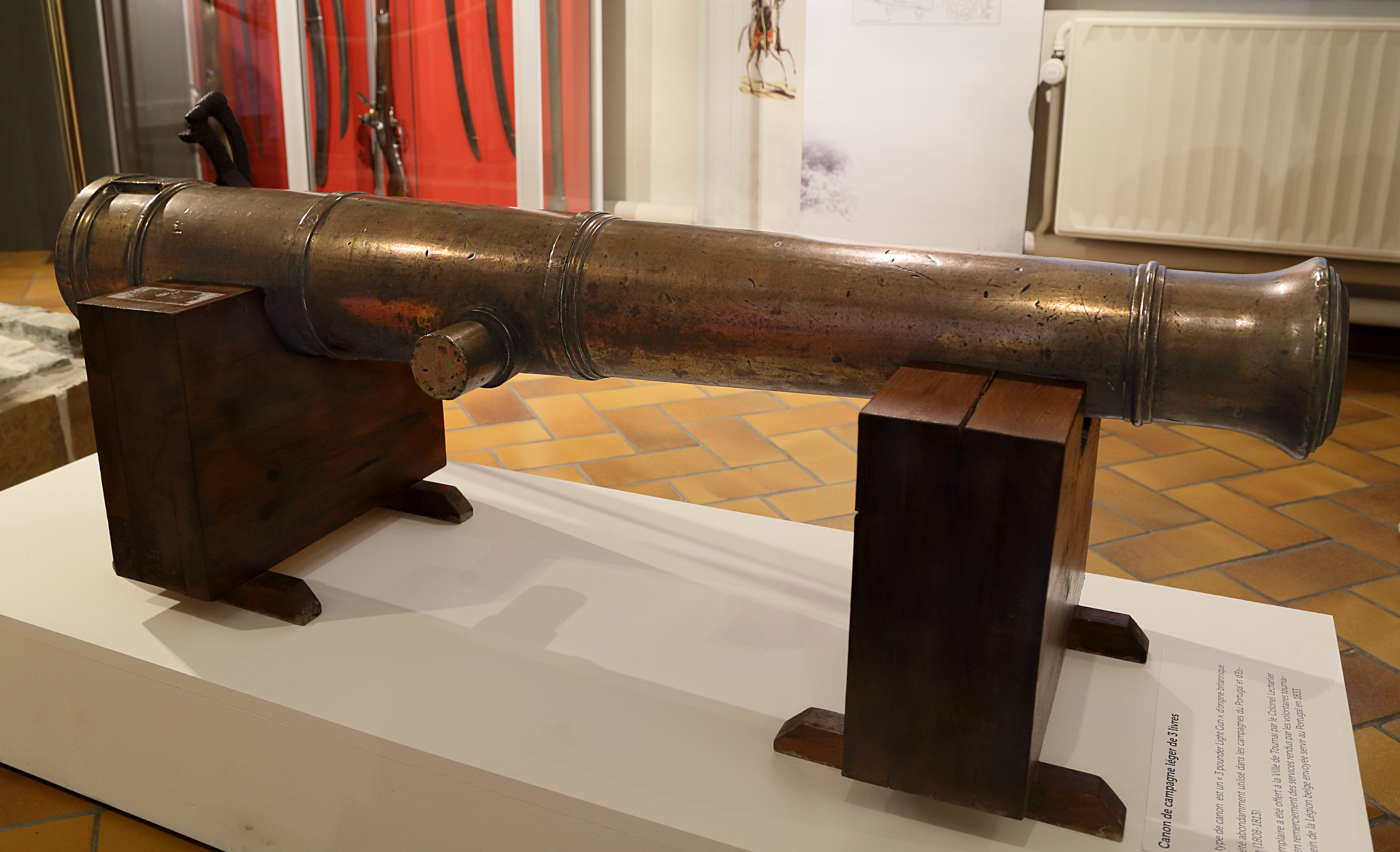
Canon de campagne britannique, début XIXe.
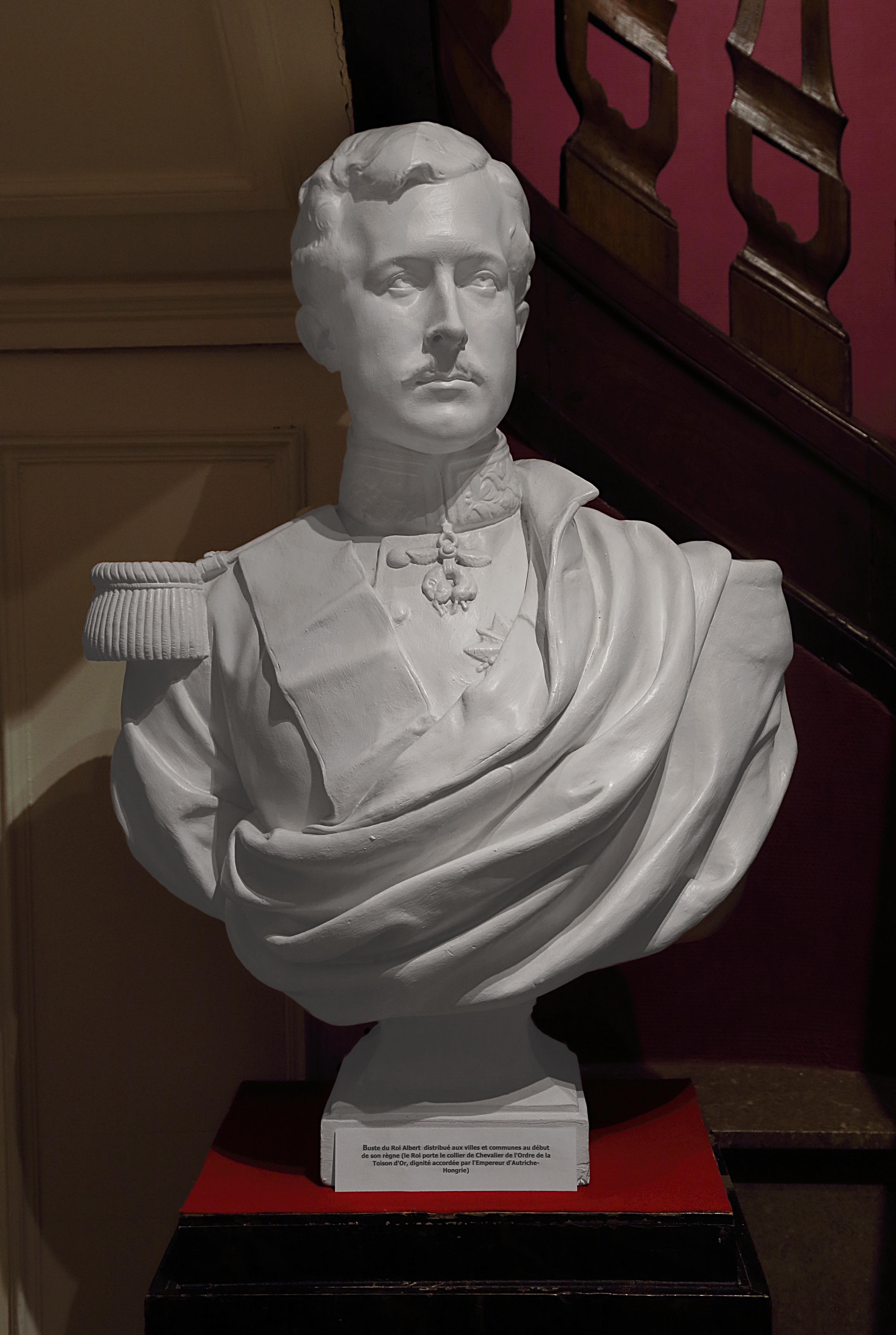
Buste du roi Albert 1er.
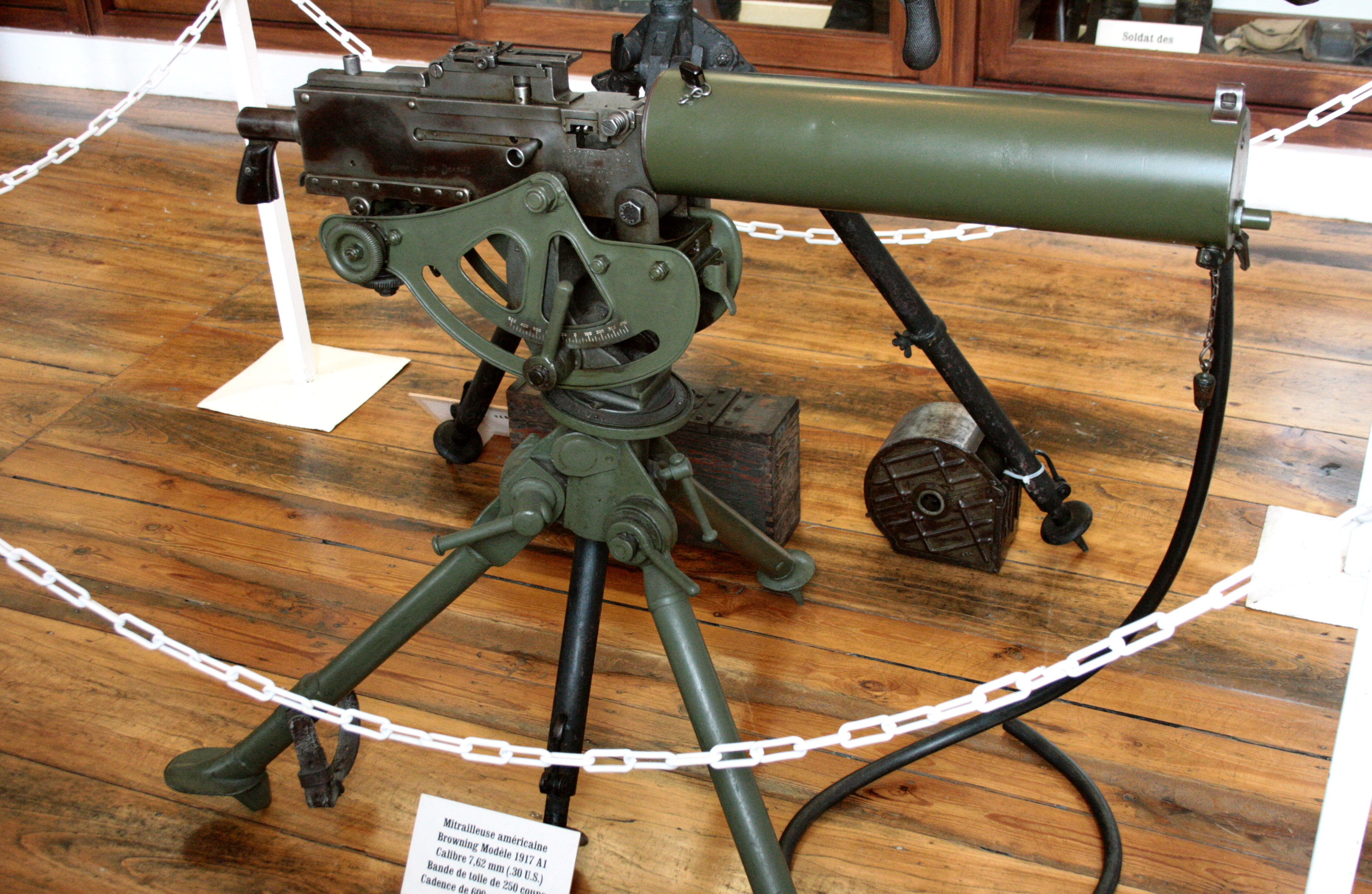
Mitailleuse américaine Browning, 1917.
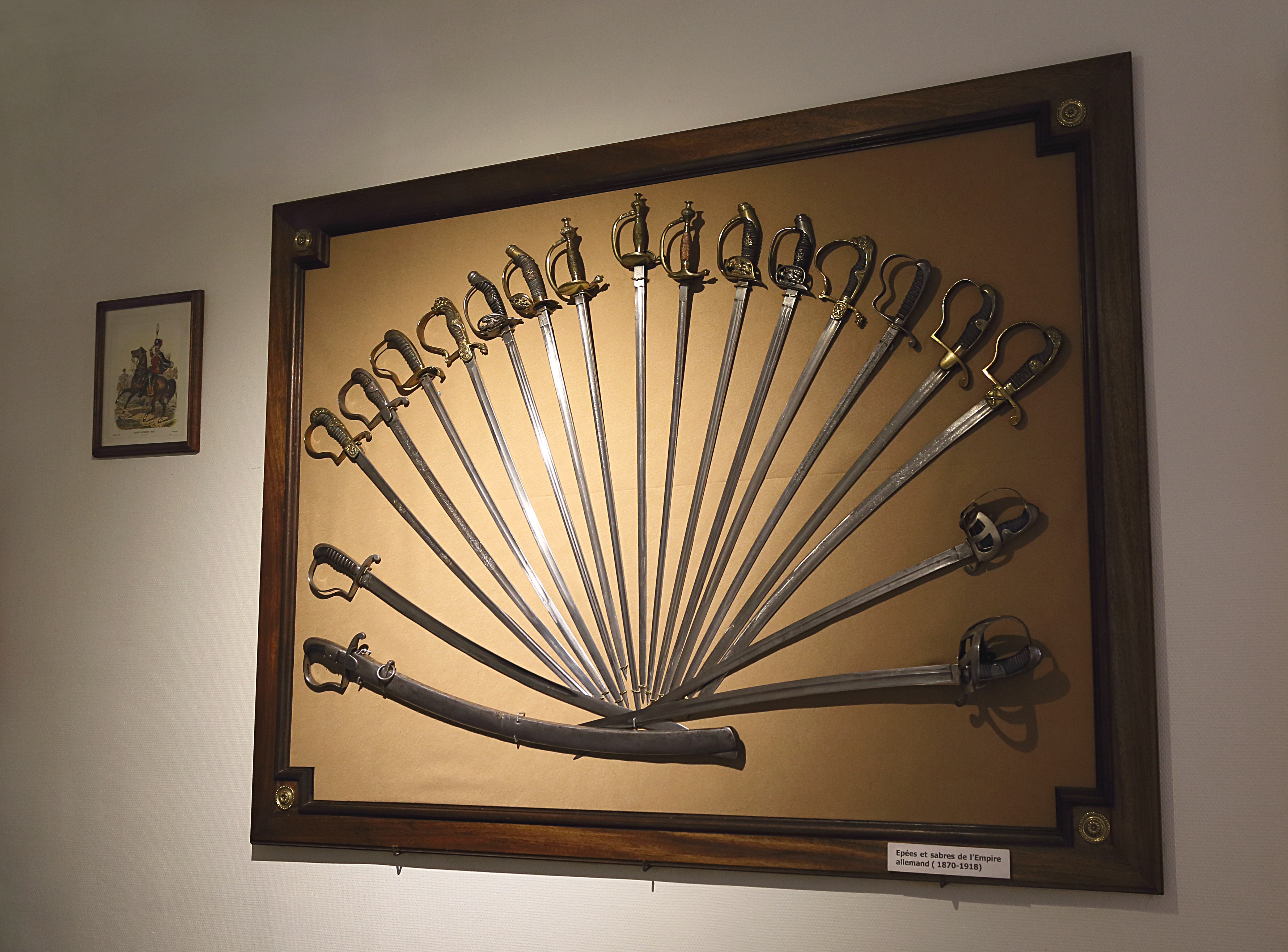
Épées et sabres de l'Empire allemand, 1870-1918.

## Sources
- Documents touristiques